# Mapa meteorológico
Un mapa meteorológico, o mapa del tiempo, es una representación gráfica de las condiciones meteorológicas de una zona determinada del planeta en cada momento. Se basan en los datos obtenidos a partir de los satélites y estaciones meteorológicas. Tienen como principal finalidad informar del tiempo previsto para fechas inmediatas. En otras palabras, es un mapa utilizado para mostrar información meteorológica de forma rápida, mostrando varias variables meteorológicas de la atmósfera.
Un mapa meteorológico también puede presentar isotermas, utilizadas para mostrar el gradiente de temperatura en una región determinada, pudiendo así localizar posibles frentes. Igualmente, existe la posibilidad de ofrecer isolíneas de velocidad del viento, especialmente en mapas meteorológicos de altas altitudes, conociendo así la posición exacta de la corriente en chorro.
En análisis meteorológicos de superficie, que también son mapas meteorológicos, se pueden exhibir líneas isobáricas, que representan las zonas donde existen igualdad de valores de presión atmosférica. Así, resulta más fácil identificar la localización de sistemas de altas y bajas presiones, sistemas meteorológicos que influyen directamente en el tiempo atmosférico.